# Sasquatch Books
Sasquatch Books est une maison d'édition américaine fondée en 1986. Elle est basée à Seattle.
En 2017, elle a été acquise par Penguin Random House.